# Tübinger Studium
Das Tübinger Studium war ein duales, sechssemestriges Aufbaustudium an der Eberhard-Karls-Universität Tübingen für praxiserprobte Lehrkräfte aus Württemberg, ab 1952 aus Baden-Württemberg, zunächst für Volksschullehrer, später für Lehrkräfte aller Schularten. 

## Geschichte
Das Tübinger Studium wurde am 10. März 1910 etabliert. Dazu wurde am 28. September 1910 das Pädagogische Seminar der Universität Tübingen gegründet (1972 in Institut für Erziehungswissenschaft umbenannt) und ein spezieller Lehrstuhl für das Tübinger Studium errichtet. Ab 1986, mit Gründung der Führungsakademie Baden-Württemberg, wurde niemand mehr zu diesem Studium zugelassen.

## Konzeption
Das Tübinger Studium bestand aus dem Besuch von Lehrveranstaltungen (Erziehungswissenschaft als Pflichtfach, Philosophie oder Psychologie oder Soziologie oder Politologie, ein Schulfach nach Wahl) und Unterrichtserprobungen an allen allgemeinbildenden Schularten. Der Studienabschluss, die „Höhere Prüfung“, bestand aus Zulassungsarbeit, fünfstündigem schriftlichem und einstündigem mündlichem Examen in allen drei Fächern und drei Lehrproben (Gymnasialklasse 12 oder 13, Realschulklasse 9 oder 10 und Grund- oder Lernbehindertenschule). Außergewöhnlich war, dass Studium und Examen unter der Aufsicht des Kultusministeriums standen, das die Lehrkräfte sowohl zum Studium als auch zum Examen zuließ. Bei Examen und Lehrproben hatten leitende, pädagogisch vorgebildete Ministerialbeamte den Prüfungsvorsitz.
Ziel dieses Spezialstudiums war es, wissenschaftlich vorgebildetes Personal für Führungsaufgaben in allen Schularten und für höhere Stellen in Schulverwaltung und Lehrerbildung zu gewinnen.

## Verantwortliche Lehrstuhlinhaber
- Gustav Deuschler (1910–1923)
- Oswald Kroh (1923–1938)
- Gerhard Pfahler (1938–1945)

Mit Erlass vom 22. August 1945 (U II, Nr. A.289) erfassten die französischen Erziehungsoffiziere die Absolventen dieses Studiums und erfragten zugleich, wo und in welcher Funktion diese seit Studienende beruflich tätig waren. Den nicht belasteten Pädagogen übertrugen sie die wichtigsten Funktionsstellen in Schulen, Schulverwaltung und Lehrerbildung in der französischen Besatzungszone.
- Eduard Spranger (1946–1950)
- Hans Wenke (1950–1953)
- Otto Friedrich Bollnow (1953–1970)
- Andreas Flitner (1970–1986)